# جلال‌آباد (مشهد)
جلال‌آباد (مشهد)، روستایی از توابع بخش رضویه شهرستان مشهد در استان خراسان رضوی ایران است.

## جمعیت
این روستا در دهستان آبروان قرار دارد و بر اساس سرشماری مرکز آمار ایران در سال ۱۳۸۵، جمعیت آن ۵۴۱ نفر (۱۳۴خانوار) بوده‌است.